# Mitrovac (Bajina Bašta)
Pour les articles homonymes, voir Mitrovac.
Mitrovac (en serbe cyrillique : Митровац) est un village de Serbie situé dans la municipalité de Bajina Bašta, district de Zlatibor.
Mitrovac est encore appelé Mitrovac na Tari (Митровац на Тари), « Mitrovac sur la Tara ».

## Géographie
Le village de Mitrovac est situé au cœur des monts Tara, qui font partie des Alpes dinariques, à l'ouest de la Serbie centrale. Le secteur de Mitrovac couvre une superficie d'environ 150 hectares ; on y trouve notamment des forêts d'épicéas, de sapins et de hêtres.
Le secteur de Mitrovac se caractérise par un climat humide, avec une tendance perhumide. La température moyenne annuelle, relevée à la station météorologique de Mitrovac, située à 1 082 m d'altitude, y est de 5 °C ; tandis que la moyenne annuelle des précipitations est de 977,3 mm.

## Histoire

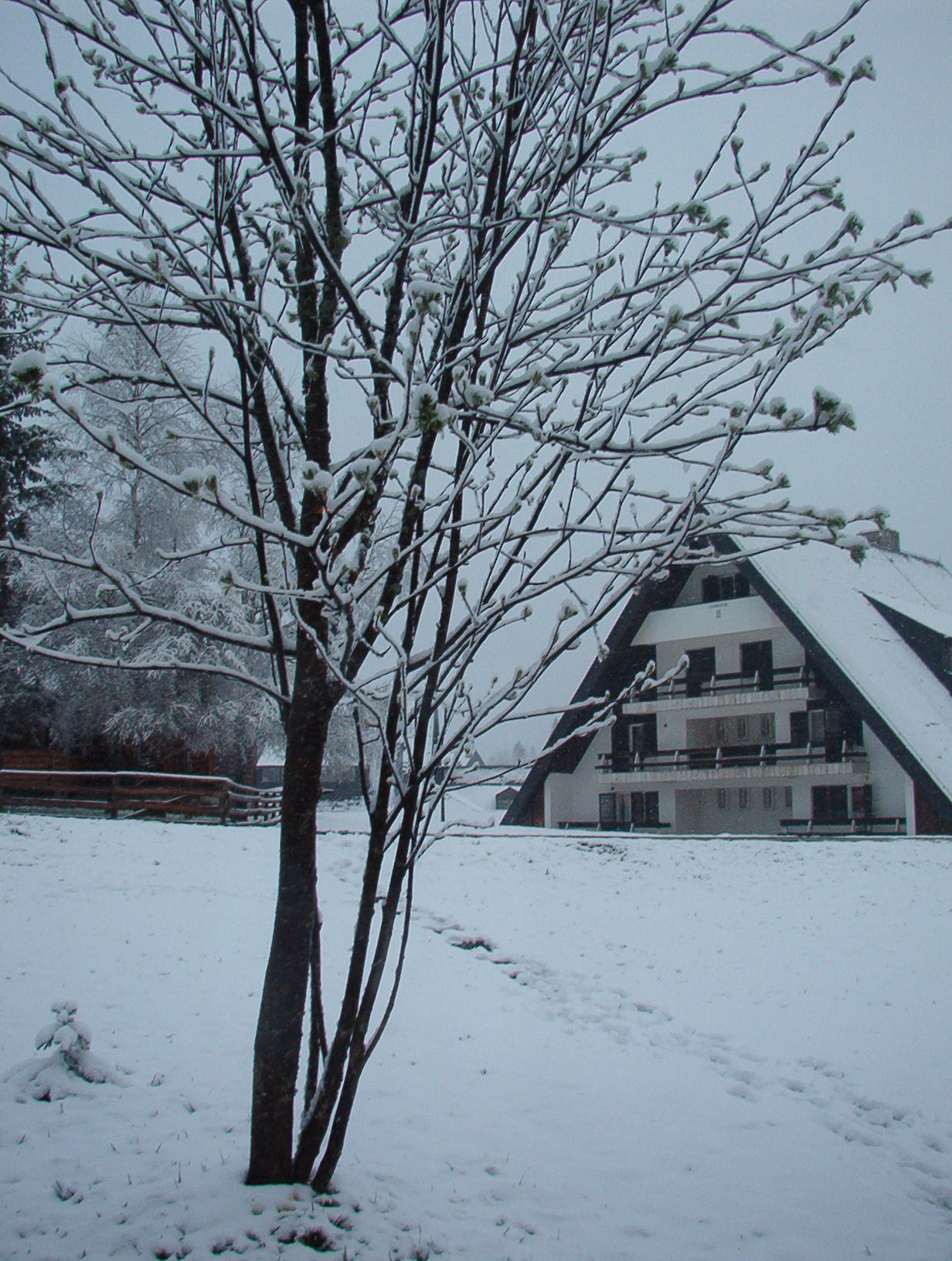
Le centre pour enfants de Mitrovac, en hiver

Jusqu'en 1956, Mitrovac était quasiment inhabité. Le village doit son développement à des médecins de l'Académie serbe des sciences et des arts, qui choisirent le site pour en faire un centre de cure pour les enfants ; par son climat, le village était favorable au traitement des problèmes immunitaires et respiratoires.

## Tourisme
Mitrovac constitue des principaux centres touristiques des monts Tara, à proximité des principales curiosités du parc national de Tara. Il offre quelques possibilités d'hébergement, mais il abrite surtout un important centre de vacances pour les enfants,. On y trouve également des commerces d'alimentation, une poste, un stade et, pour les amateurs de vie nocturne, une discothèque.
Le village est situé à 7 km du lac de Zaovine et à 12 km du lac de Perućac. De nombreux parcours de randonnée prennent comme point de départ Mitrovac, comme le chemin qui passe par Krnja Jela et, après 10 km de marche, conduit au mont Zborište (1 544 m, point culminant des monts Tara). Le belvédère de Banjska stena (43° 57′ 10″ N, 19° 23′ 58″ E), à 10 km du village, situé à une altitude de 1 065 m, offre un vaste point de vue sur les gorges de la Drina et le lac de Perućac. Les alentours du village offrent des possibilités pour les chasseurs (ours, sanglier, chevreuil) et pour les pêcheurs (truite, huchon etc.).